# La Paz (Baja California Sur)
La Paz (24°14′N 110°32′O) é a capital do Estado mexicano de Baja California Sur. Sua população é de aproximadamente 163 mil habitantes. A cidade está localizada no noroeste do México, no sul da Península da Baixa Califórnia.

## Clima
A cidade possui um clima árido quente, com baixos índices de precipitação em todos os meses do ano. Entre os meses de Agosto e Setembro, costuma chover um pouco mais por causa dos furacões e da água mais aquecida, essas chuvas geralmente são rápidas, mas persistem até a metade de fevereiro, mas com menos intensidade. Entre Fevereiro e Junho praticamente não chove na cidade, pois nesses meses as águas do mar ainda estão frias e não há o desenvolvimento de furacões.
| Gráfico climático para La Paz                                      | Gráfico climático para La Paz | Gráfico climático para La Paz | Gráfico climático para La Paz | Gráfico climático para La Paz | Gráfico climático para La Paz | Gráfico climático para La Paz | Gráfico climático para La Paz | Gráfico climático para La Paz | Gráfico climático para La Paz | Gráfico climático para La Paz | Gráfico climático para La Paz |
| ------------------------------------------------------------------ | ----------------------------- | ----------------------------- | ----------------------------- | ----------------------------- | ----------------------------- | ----------------------------- | ----------------------------- | ----------------------------- | ----------------------------- | ----------------------------- | ----------------------------- |
| J                                                                  | F                             | M                             | A                             | M                             | J                             | J                             | A                             | S                             | O                             | N                             | D                             |
| 28 23 12                                                           | 5 25 13                       | 0 27 13                       | 0 30 14                       | 0 32 16                       | 5 34 19                       | 10 34 23                      | 30 35 24                      | 36 34 24                      | 15 32 20                      | 13 28 17                      | 28 25 14                      |
| Temperaturas em °C • Precipitações em mmFonte: The Weather Channel |                               |                               |                               |                               |                               |                               |                               |                               |                               |                               |                               |

O verão é a época mais quente, com chuvas rápidas no fim da estação. Até lá o tempo é bem seco. A temperatura pode passar dos 40 °C nos dias mais quentes do ano, com 43 °C de máxima absoluta. Esses valores não são mais altos por causa da maritimidade. O mês mais quente é agosto.
No inverno, o tempo é bem mais frio do que no verão, mas mesmo assim essa estação possui dias quentes. Temperaturas acima de 25 °C são comuns e às vezes a temperatura sobe para valores superiores a 30 °C, em dias bem secos. Entretanto também há dias de frio na cidade. A temperatura mínima absoluta foi de 2 °C. O mês mais frio é janeiro.
Na primavera, a temperatura máxima e mínima varia muito devido ao ar mais seco e da ausência de nebulosidade. As mínimas dessa estação costumam serem menores do que as registradas no outono, enquanto as máximas geralmente são maiores.